# Sine Mora
A Sine Mora (シネモラ; latin: Késedelem nélkül) dieselpunk stílusú horizontális shoot 'em up videójáték, mely a magyar Digital Reality és a japán Grasshopper Manufacture közreműködésének eredményeként jelent meg 2012-ben[mikor?] Xbox 360 játékkonzolokra az Xbox Live Arcade szolgáltatásokon keresztül. A játék rendezője és tervezője a korábban a Mithis Entertainmentnél is dolgozó Theodore Reiker, tervezője Szuda Góicsi, pályatervezője a Nagy-Szakáll Ferenc, míg zeneszerzője a többek között a Silent Hill videójátékok zenéjét jegyző Jamaoka Akira lesz.

## Játékmenet
A Sine Mora hagyományos horizontális shoot 'em up játékelemeket fog felvonultatni, viszont a zsáner legtöbb tagjával ellentétben a játékosnak nem az életért kell aggódnia – hiszen az soha nem fogy el – hanem a hátralévő idő miatt. Az idő az ellenfelek elpusztításával vagy a különböző power-upok felvételével lehet gyarapítani, ha a játékos repülőgépét eltalálják az pedig az ellenkező hatást, az idő csökkenését váltja ki. Az idő különböző eszközökkel manipulálható is; ez központi elemet játszik a játékban.

## Fejlesztés
A Digital Reality és a Grasshopper Manufacture együttműködését, a játékkal együtt 2010. augusztus 18-án jelentette be Szuda Góicsi a Kölnben megrendezett Gamescom rendezvényen. Szuda elmondása szerint a játékot elsősorban az európai és az amerikai piacokra szánják. A játékot az Another World című videójáték inspirálta. A játék támogatni fogja sztereoszkopikus 3 dimenziós megjelenítést. A játék egyik érdekessége, hogy összes verziójában, tehát mind az európai, mind az amerikai és mind a japán piacokon kizárólag magyar nyelvű szinkronnal lesz elérhető, amit természetesen különböző nyelveken elérhető felirat kísérhet. A játékot eredetileg PlayStation 3-ra, Xbox 360-ra fejlesztették, de terveztek PC (Steam) és PlayStation Vita változatokat is, azonban 2011 decemberében bejelentették, hogy csak a Microsoft konzoljára fog megjelenni. A korábbiakkal szemben a 2012-es E3 előtt bejelentették, hogy a játék PlayStation Vita kézi konzolra is megjelenik, nem sokkal később pedig a PlayStation 3 változat készítését is megerősítették. Ezen változatok megjelenési ideje egyelőre ismeretlen. 2012. november 9-én a játék Microsoft Windows platformra is megjelenik, steamworks támogatással.